# Новые Луки (Брестская область)
Но́вые Лу́ки (бел. Новыя Лукі) — деревня в Барановичском районе Брестской области Белоруссии. Входит в состав Великолукского сельсовета. Население — 26 человек (2023).

## География
Площадь деревни — 0,5967 квадратных километра. Высота над уровнем моря — 173 метра. Расположена в 6 км к юго-востоку от города Барановичи, в 5 км к юго-западу от центра сельсовета, агрогородка Русино. С юго-запада к Новым Лукам примыкает деревня Малые Луки. Местность принадлежит к бассейну Немана, к северу от деревни протекает река Мутвица (левый приток реки Мышанки). Глубина водоносного горизонта — 25 метров.

## История
В XIX—начале XX века — в Ястрембельской волости Новогрудского уезда Минской губернии. Согласно Рижскому мирному договору 1921 года, деревня вошла в состав гмины Ястрембель Барановичского повета Новогрудского воеводства Польши. По переписи 1921 года в ней числилось 7 жилых и 3 прочих обитаемых здания, в которых проживало 58 человек (28 мужчин, 30 женщин), все поляки (по вероисповеданию — 44 православных и 14 римских католиков).
В 1939 году деревня вошла в состав БССР. С конца июня 1941 года до начала июля 1944 года оккупирована немецко-фашистскими войсками, на фронтах погибло 3 жителя деревни. С 12 октября 1940 года — в Новомышском районе Барановичской области. 8 января 1954 года вошла в состав Брестской области, с 8 апреля 1957 года — в Барановичском районе. К деревне присоединена соседняя деревня Задворье.
До недавнего времени к востоку от деревни действовала молочно-товарная ферма, реконструированная в 2021 году под репродуктор родительского стада ОАО «Барановичская птицефабрика».

## Население
По состоянию на 1 января 2023 года в деревне проживало 26 человек в 13 хозяйствах, в том числе 4 моложе трудоспособного возраста, 13 в трудоспособном возрасте и 9 — старше трудоспособного возраста.
| Численность населения (по переписи) | Численность населения (по переписи) | Численность населения (по переписи) | Численность населения (по переписи) | Численность населения (по переписи) | Численность населения (по переписи) | Численность населения (по переписи) | Численность населения (по переписи) |
| 1897                                | 1909                                | 1921                                | 1939                                | 1959                                | 1999                                | 2009                                | 2019                                |
| ----------------------------------- | ----------------------------------- | ----------------------------------- | ----------------------------------- | ----------------------------------- | ----------------------------------- | ----------------------------------- | ----------------------------------- |
| 458                                 | ↘124                                | ↘58                                 | ↗95                                 | ↗134                                | ↘45                                 | ↘40                                 | ↗44                                 |